# Madrid Masters 2006
Il Madrid Masters 2006 è un torneo di tennis che si è giocato sul cemento indoor. 
È stata la 5ª edizione del Madrid Masters,che fa parte della categoria ATP Masters Series nell'ambito dell'ATP Tour 2006. Il torneo si è giocato nella Madrid Arena di Madrid in Spagna 
dal 16 al 23 ottobre 2006.

## Campioni

### Singolare
Roger Federer ha battuto in finale  Fernando González con il punteggio di 7–5, 6–1, 6–0.

### Doppio
Bob Bryan /  Mike Bryan hanno battuto in finale  Mark Knowles /  Daniel Nestor con il punteggio di 7–5, 6–4